# Hess-Apollo (cráter)

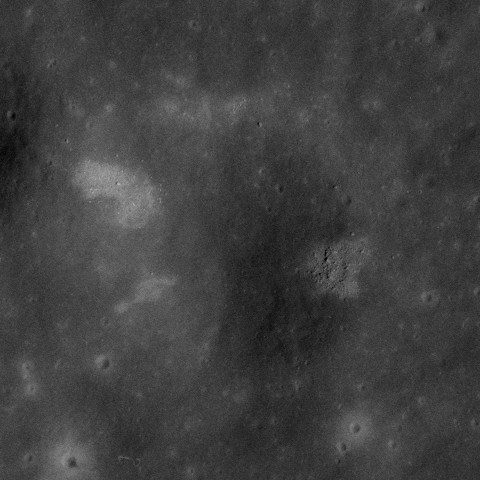
Imagen panorámica desde el Apolo 17

Hess-Apollo es un diminuto cráter lunar situado en el valle Taurus-Littrow. Los astronautas Eugene Cernan y Harrison Schmitt aterrizaron al norte del cráter en 1972 con la misión Apolo 17, pero no lo visitaron. Los astronautas lo denominaron simplemente Hess durante la misión.
Se encuentra junto al cráter de tamaño similar Mackin. Al norte aparece Camelot, al noroeste Shorty y Lara, y al oeste se localiza Nansen. Al noreste se ubica Emory.

## Denominación

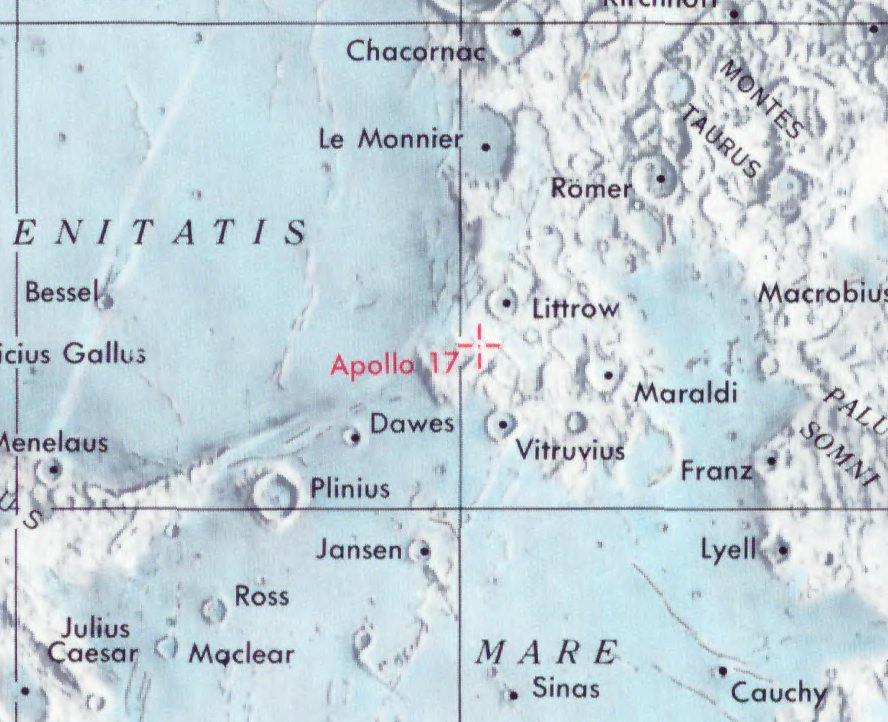
Localización del lugar de aterrizaje del Apolo 17

El cráter fue nombrado por los astronautas en referencia al geólogo Harry Hammond Hess. La denominación tiene su origen en los topónimos utilizados en la hoja a escala 1/50.000 del Lunar Topophotomap con la referencia "43D1S1 Apollo 17 Landing Area".